# Języki alakaluf
Języki alakaluf (kaweskarańskie) – mała rodzina językowa znajdująca się w Ameryce Południowej, należąca do fyli andyjskiej. Nie stwierdzono ich pokrewieństwa z innymi grupami językowymi, co powoduje, że są one uznawane za języki izolowane. Do języków alakaluf należą:
- język kakauhua †;
- język kawésqar (zagrożony wymarciem).